# Claude Berrou
Pour les articles homonymes, voir Berrou.
Claude Berrou né le 23 septembre 1951 à Penmarc'h, est un chercheur français en électronique et informatique. Il est surtout connu pour les turbo codes, très utilisés en téléphonie mobile.

## Biographie
Claude Berrou est né le 23 septembre 1951 à Penmarc'h dans le Finistère. Il fait ses classes préparatoires au lycée Kerichen à Brest et obtient en 1975 un diplôme d'ingénieur de l'INP Grenoble (ENSERG). Il est ensuite recruté à Brest pour aider à mettre en place l'École nationale supérieure des télécommunications de Bretagne (ENST Bretagne) devenu en 2017 IMT Atlantique. Une école au sein de laquelle il enseigne depuis 1978 au sein du département d'électronique.
Il crée de nombreux cours d'électronique à l'ENST Bretagne avant de mettre en place, en 1984, le laboratoire de conception de circuits intégrés dans l'école, un laboratoire centré sur l'interaction entre algorithme et silicium.

## Inventions
Au début des années 90, il met au point la toute première classe quasi-optimale de codes correcteurs utilisant des codes convolutifs, les turbo codes, aujourd'hui très utilisés pour la téléphonie mobile (3G, 4G et 5G). Il a déposé plusieurs brevets sur ces systèmes, le premier remontant à 1991 (brevet européen), brevet détenu en copropriété par France Télécom, TDF et l'Institut Télécom. Avec Alain Glavieux, qui l'aida à théoriser l'invention, il présente ses résultats en 1993 à Genève lors de l'International Conference on Communications. Les deux chercheurs, avec d'autres collègues de Télécom Bretagne, étendent également le principe turbo à des fonctions autres que le codage correcteur d'erreurs, en particulier l'égalisation.

## Distinctions
Claude Berrou fait partie des scientifiques français les plus cités dans les sciences de l'information. En 2003, il reçoit le grand prix France Télécom de l'Académie des sciences et la médaille Hamming. Deux ans plus tard, lui est décerné le prix Marconi. 
Le 11 décembre 2007, il est élu membre titulaire de l'Académie des sciences . En 2008, il est désigné Fellow IEEE et en 2010 membre émérite de la SEE. En 2011, le conseil européen de la recherche lui alloue une bourse de 5 ans pour qu'il puisse travailler sur les liens entre théorie de l’information, codage distribué et cognition mentale.
- Chevalier de la Légion d'honneur (2006)
- Commandeur de l'ordre des Palmes académiques